# Seben
『seben』（セブン）は、2001年5月1日に発売したGacktのドキュメンタリー映像。発売元はファンクラブであるDears。

## 概要
発売当初、ファンクラブに加入者限定で発売された。Gacktとサポートメンバーが撮り下ろした映像作品となっている。タイトルは「seven」をもじったものと思われる。